# 法官

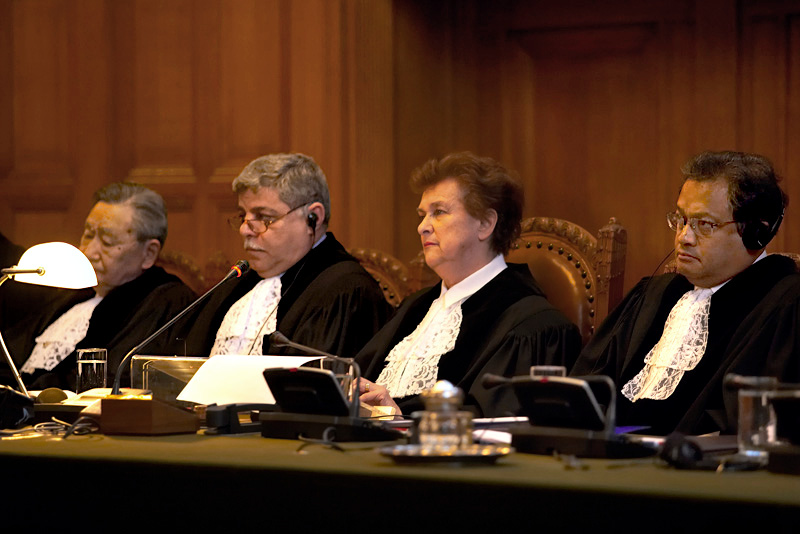
国际法院的法官

法官（英語：Judge；過去稱作推事）是司法機構中職司审判職務者的通稱。法官在不同法系中法官的角色不盡相同，要求基本上都是不得偏袒、不受他人影响、依法行事並鐵面無私的獨立根据法律判案。

## 尊稱

### 中华人民共和国
根据《中华人民共和国法官法》，法官是依法行使国家审判权的审判官员，包括最高人民法院、地方各级人民法院和军事法院等专门人民法院的院长、副院长、审判委员会委员、庭长、副庭长、审判员和助理审判员。

### 香港
在香港法院內，於香港主權移交後，稱呼法官需要在法官後加上「閣下」（The Honourable Judge）三字，即法官閣下；而稱呼聆案官及司法常務官分別為「聆案官閣下」（The Master）及「常務官閣下」（The Registrar，女性為The Madam Registrar），以示尊敬。在香港殖民地時期，則稱為大人，即法官大人。另見按察司。

### 中華民國
依照中華民國當地的習慣，法官在法庭內的尊稱為「庭上」；根據當地法律，在合議庭時有審判長、受命法官、陪席法官之分。審判長負責主持訴訟審理；受命法官奉審判長之命，依法撰寫判決；陪席法官則旁觀審判，觀察案情，並於評議時提出意見。

#### 法官法定職責及義務
依中華民國《法官法》規定，法官依法獨立進行審判，不受干涉。同時，為避免法官因政治立場而導致司法公正性受損，《法官法》亦明令禁止法官參加政黨，即便法官於任職前已擁有政黨黨籍，亦應宣布退出。
國家對法官職業倫理之維護
司法院做為中華民國最高司法機關，必須督導全國各級法院之運作，並同時監督各法院法官（由司法院院長負責）。為維護法官職業倫理道德，司法院得依《法官法》規定，徵詢全國法官代表之意見，並頒布《法官倫理規範》，供全國法官遵守。

### 審判長
一般而言，訴訟案的審理進程必須由一位法官來負責指揮，這位法官就是法庭上所謂的「審判長」（英語：Presiding judge），審判長為整場審判的主導人。因為審判的過程可以理解為「由法院以類似會議的形式，由原告及被告相互辯論、詰問，藉以確認雙方當事人的法律責任」，因此，審判長之職即與一般會議的「主席」略有雷同，都是負責引導程序進行之人。若審判僅由一位法官進行，則該法官直接充任審判長。若是採用合議庭之形式，則依法由庭長充審判長；無庭長或庭長有事故時以庭員中資深、年長者充任之。
不過，和庭長不同，審理時雖然通常由庭長兼任審判長，庭長需負責監督該庭所有司法行政事務，審判長則僅確保審理程序順利進行。

## 傳說历史
傳說中國上古聖王舜帝在位时代的大臣皋陶被後世奉為司法之祖。他有一只神獸獬豸，在訟案难以做出判决之时，可以根据牠對雙方的碰触來决定谁有罪。舜帝退位後，另一位聖王禹帝繼位。禹帝開創夏朝之後，皋陶得禹帝欽點，擔任「理官」，掌管刑律，為夏朝初年著名賢臣。

## 在司法体系中的角色
在大陸法系国家中，法官通常是和律師分開訓練的；在訴訟中不會主動地調查案件，但會在審判時主動審問證人和雙方當事人，並公正聆聽雙方當事人提供的證據，然後透過被告及原告之間互相論辯、彼此質疑的過程，對證據的可信度進行確認，再依法做出判決。此制度下，法官是法律的守護者，主要負責維護司法的公正。
在普通法系国家中，法官和律师都是接受法学院的训练，法官一般是从经验丰富的律师当中挑选，有时也从法学院的资深教授之中遴聘，而且一般必须得到議會、立法机构的批准。在法庭审判中，法官不會主動地調查案件或盤問證人和當事人；他的角色尤如球賽中的球證，確保控辯雙方有平等的發言機會，並在聆聽雙方的理據後裁決。由於採用判例法，法官不只是應用法律，其判決某程度會延伸了法律，普遍被認為是德高望重才能擔當的職位。
普通法制度中法官的角色和古代中國當人們遇上糾紛時尋求作評理的長者非常相似。他不會主動調查事件的始末，而是聆聽雙方的理據，並依當地的風俗習慣作他認為最符合大眾利益的判決。在原始普通法中並沒有成文的法律，法官只是作他認為最佳的判決，故法官作的判決可視為「創造」了法律，而非只是應用法律。

## 香港
2013年11月26日，立法會司法及法律事務委員會討論全體法官及司法人員於2013年至2014年年度加薪3.15%的建議，涉及約1千萬港元。身兼大律師的立法會議員郭榮鏗認為，法官的工作量大而且支援不足，令優秀司法人才卻步，不願擔任法官，並批評司法人員薪俸及服務條件常務委員會的加薪建議脫離現實。立法會議員黃毓民則批評，不少法官皆為臨時委任，加上薪酬遠低於私人執業律師，故此難以吸納精英投身職業。另外，立法會議員劉慧卿則認為法官人手不足以至拖延審訊時間，對當事人並不公道。行政署承認高等法院原訟庭人手不足，2012年一般民事案件由申請排期至聆訊平均需時244日，遠超於180日標準，惟強調僅為短期人手調配出現問題，而非編制人手不足。

### 各級司法人員
| 法院             | 法官級別                                           |
| ---------------- | -------------------------------------------------- |
| 終審法院         | 首席法官                                           |
| 終審法院         | 常任法官                                           |
| 終審法院         | 非常任法官                                         |
| 高等法院上訴法庭 | 首席法官                                           |
| 高等法院上訴法庭 | 法官                                               |
| 高等法院         | 法官                                               |
| 高等法院         | 司法常務官                                         |
| 區域法院         | 首席法官                                           |
| 區域法院         | 家事法庭主任法官                                   |
| 區域法院         | 法官                                               |
| 裁判法院         | 總裁判官                                           |
| 裁判法院         | 主任裁判官                                         |
| 裁判法院         | 死因裁判官、勞資審裁處審裁官、小額錢債審裁處審裁官 |
| 裁判法院         | 裁判官                                             |
| 裁判法院         | 特委裁判官                                         |

## 特徵
- 鑑於法官代表司法權獨立審判的重要性，現今世界上多數憲政國家會將有關法官的職權行使，薪俸、地位的保障以及任免限制直接規範在憲法內，尤其是積極避免審判涉入政治，或是政治干涉審判，以昭公信。
- 在一些國家，對於法官的裝扮有著特殊要求，以表示法官在法庭上地位的特殊性，及協助審判庭上的人員容易做出身分上的辨別，以及昭示法官接受國家授權，擁有主持司法訴訟之權力。

例：中華民國的法官開庭時需穿著黑色鑲藍邊法袍。
- 法官執行審判權時，不因其判決有瑕疵而遭受指控，而且其判決不能由法官自行任意改判；因判決而遭受不利益之人，僅能透過上訴尋求救濟。
- 職業法官因長年受法學專門教育，在法律學說理論大部分為繼受外國理論的國家，例如中華民國，法官依其對法律確信做出的某些判決結果往往不被社會接受，例如基於精神障礙殺人獲判無罪，相當程度引發該國國內的社會爭議。
- 中華民國為改善前述問題，推動國民參與審判制度，期望在重大案件透過一般民眾與職業法官共同行使審判權使司法引入人民觀點。參與審判之人民，稱為國民法官，此時參與審判的國民使用法官的稱呼，代表其亦在行使國家司法權，但該國民並非中華民國法官法所稱之法官。

## 另見
- 庭長
- 司法